# Mönchgut (município)
Mönchgut é um município da Alemanha, situado no distrito de Vorpommern-Rügen, no estado de Mecklemburgo-Pomerânia Ocidental. Tem 20,68 km² de área, e sua população em 2019 foi estimada em 1.360 habitantes.
Foi criado em 1 de janeiro de 2018, após a fusão dos antigos municípios de Gager, Middelhagen e Thiessow.